# Veøya
Veøya (ou Veøy) é uma ilha da municipalidade de Molde no condado de Møre og Romsdal, Noruega. Veøya fica situada em uma junção dos três ramos principais do Romsdalsfjorden entre a ilha de Sekken e Mainland, perto da Vila de Nesjestranda. A ilha de 6 quilômetros quadrados era o centro municipal do antigo município de Veøy, sendo a primeira terra e edifícios locais (como a antiga Igreja Veøy, que agora faz parte do Museu Romsdal) legalmente protegidos da Noruega.

## História
A ilha foi um local estratégico para as rotas costeiras durante a Era Viquingue. O ramo sul de Romsdalsfjorden conduz ao Vale de Romsdal (e à cidade atual de Åndalsnes), onde as rotas comerciais importantes conduziram-se a Lesja. O ramo oriental conduziu-se através do Langfjorden, onde eles transportaram seus navios sobre o istmo de 5 km de extensão a fim de evitar as temidas águas de Hustadvika, e depois de volta para o norte até Nida. Para o oeste, depois da entrada do fiorde, estavam as rotas para Bergen em direção ao sul.
Nesta junção, Veøy foi estabelecida como um kaupang, centro econômico, administrativo, e religioso de Romsdal. Tinha 300 a 500 residentes permanentes e era um centro comercial importante, com um aumento significativo durante a época de navegação. A Igreja Velha de Veøy, dedicada ao apóstolo Pedro, construída em pedra, remonta a cerca de 1200 e é o único sobrevivente de três igrejas em Veøya na Idade Média. Tem uma capacidade de 400 pessoas, e serviu a toda a região, enquanto as outras igrejas serviu a população local.
Veøya é mencionada por Snorre Sturlason em conexão com a Batalha de Sekken em 1162 onde o rei Håkon Herdebrei foi matado por Erling Skakke no dia 7 de julho de 1162, durante as guerras civis norueguesas. Em Veøya, ou no Mainland, era provavelmente o assento de Ragnvald Eysteinsson (Ragnvald Mørejarl), conde de Møre, cujo filho era Hrolf Ganger (Gange-Rolv).
A ilha tornou-se a sede do município de Veøy em 1838. Em 1 de janeiro de 1964, as ilhas Sekken e Veøya, bem como o distrito de Nesjestranda no continente, com 756 habitantes no total, foram incorporados no vizinho município de Molde.